# Кламат (река)
Кламат (на английски: Klamath River) е река в Южен Орегон и Северна Калифорния в Съединените американски щати.
Името на реката идва от индианско племе със същото име.
Реката е дълга 423 км (263 мили). Извира в Южен Орегон на н.в. от 1247 м (4090 фута), пресича част от Северна Калифорния, преминава през Каскадите и се влива в Тихия океан на 0 метра н.в.